# 黃泉後臀麗魚
黃泉後臀麗魚（學名：Retroculus acherontos），為輻鰭魚綱慈鯛目慈鯛科後臀麗魚亞科後臀麗魚族後臀麗魚屬的其中一種，分布於南美洲的巴西托坎廷斯河和阿爾馬斯河流域，體長可達19.4公分，棲息在中底層水域，生活習性不明。